# Kolno (Podlachia)
Kolno è un comune urbano polacco del distretto di Kolno, nel voivodato della Podlachia.
Ricopre una superficie di 25,08 km² e nel 2006 contava 10 751 abitanti.